# Габровець-при-Костривниці
Габровець-при-Костривниці (словен. Gabrovec pri Kostrivnici) — поселення в общині Рогашка Слатина, Савинський регіон, Словенія. Висота над рівнем моря: 296,4 м. За даними перепису населення 2002 року тут мешекає 66 осіб.